# Legend
Legend je kompilacija hitova sastava Lynyrd Skynyrd.

## Popis pjesama
1. "Georgia Peaches" - 3:12
2. "When You Got Good Friends" - 3:03
3. "Sweet Little Missy" - 5:10
4. "Four Walls Of Raiford" - 4:15
5. "Simple Man" (uživo) - 6:35
6. "Truck Drivin' Man" - 5:17
7. "One In The Sun" - 5:19
8. "Mr. Banker" - 5:18
9. "Take Your Time" - 7:24